# Liste von Lawinen, Erdrutschen und Bergstürzen
Die Liste von Lawinen, Erdrutschen und Bergstürzen beschreibt eine Auswahl historischer und zeitgeschichtlicher Schnee-, Stein-, Schlammlawinen, Erdrutsche und Bergsturzereignisse und ähnliches.

## Liste
| Datum UTC (?)                                                                                 | Opfer                                                              | Ort | Beschreibung | Quellen                                                                                |
| --------------------------------------------------------------------------------------------- | ------------------------------------------------------------------ | --- | --- | -------------------------------------------------------------------------------------- |
| prähistorisch                                                                                 | unbekannt                                                          | bei Villach, Österreich | (erster) Bergsturz vom Dobratsch (Rote Wand), 0,9 km³ Schutt bilden „die Schütt“ im Gailtal aus |                                                                                        |
| eher vor dem Flimser Bergsturz, 7500 ± 1000 v. Chr.                                           | unbekannt                                                          | Tamins, Schweiz | Taminser Bergsturz, staut den Rhein, kleiner als der Flimser Bergsturz, in der Nähe |                                                                                        |
| 7500 v. Chr.                                                                                  | unbekannt                                                          | Flims, Schweiz | Flimser Bergsturz, mit 9–12 km³ Volumen das größte alpine Bergsturzereignis, staut den Rhein bis heute |                                                                                        |
| 6000 v. Chr.                                                                                  | unbekannt                                                          | bei Köfels ins Ötztal, Tirol, Österreich | Bergsturz, 3 km³ Volumen, ließ durch Reibungshitze aus Gneis Bimsstein Köfelsit entstehen | Umhausen#Geologie                                                                      |
| 1550 v. Chr. (± 150 Jahre) oder 1730 v. Chr.                                                  | unbekannt                                                          | Eibsee, Deutschland | Der Eibsee-Bergsturz mit einer Fläche von 13 km² und einem Volumen von 350 Millionen m³ (= 0,35 km³) trifft den mittleren und östlichen Teil des Sees. Die geschätzte Energiefreisetzung bei diesem Bergsturz mit einer mittleren Sturzhöhe von 1400 m entspricht ca. 2,9 Megatonnen TNT (ca. 220 Hiroshima-Bomben). |                                                                                        |
| 1000 v. Chr.                                                                                  | ?                                                                  | Trentino, Italien | Bergsturz, der den Molvenosee aufstaute |                                                                                        |
| 0218 v. Chr.                                                                                  | ca. 18.000 Tote                                                    | Alpen, Europa | Hannibal, Feldherr aus Karthago, verliert durch mehrere größere Lawinen einen Großteil seines Heeres |                                                                                        |
| 0563 n. Chr.                                                                                  | ca. 2.000 Tote (2 schriftliche Berichte)                           | Fluss Rhone und Genfersee, Schweiz | Tauredunum-Ereignis: Überschwemmungen am Seeufer. Hypothesen zur Ursache: Die Rhone durchbricht einen durch Felssturz gebildeten Felsendamm. Oder Bergsturz in den See mit Tsunami. | [ 4 ]                                                                                  |
| 25. Januar 1348                                                                               | 5.000 Tote                                                         | westlich Villach, Österreich | (zweiter) Bergsturz mit Lawinen vom Dobratsch nach einem Erdbeben in Friaul. 0,15 km³ trifft unbesiedeltes Gebiet des prähistorischen Bergsturzes von derselben Stelle, 3 Dörfer müssen wegen Aufstau der Gail aufgegeben werden. |                                                                                        |
| 1515                                                                                          | etwa 600 Tote                                                      | Biasca, Kanton Tessin, Schweiz | der durch Schuttmassen zu einem See aufgestaute Brenno entleert sich, nachdem der Damm gebrochen ist; siehe Buzza di Biasca | [ 5 ]                                                                                  |
| 1547                                                                                          | ?                                                                  | Fließ, Bezirk Landeck, Tirol, Österreich | Eine Mure verschüttet beinahe den gesamten Hauptort. |                                                                                        |
| 03. April 1561 Gründonnerstag                                                                 | mind. 2 Tote                                                       | Klings, Grafschaft Henneberg, Deutschland | Erdrutsch im Rhöngebirge. Die erste Veröffentlichung, die 1561 im Einblattdruck erschien (Georg Kreydlein, Nürnberg), gilt gleichzeitig als ältester gedruckter Nachweis eines Bergrutsches in Deutschland (B. v. Freyberg 1962). | [ 6 ]                                                                                  |
| 1584                                                                                          | etwa 120 Tote                                                      | Yvorne, nahe dem Genfersee, Schweiz | Erdstöße destabilisieren eine Wand oberhalb von Yvorne und lösen einen Felssturz aus; Mini-Tsunami im Genfersee | [ 5 ] [ 7 ]                                                                            |
| 18. September 1601                                                                            | ?                                                                  | Vierwaldstättersee, Schweiz | Erdbeben löst 4 m hohe Riesenwelle am Vierwaldstättersee aus | [ 8 ] [ 9 ]                                                                            |
| 04. September 1618                                                                            | etwa 900 Tote                                                      | Piuro, Italien | Zerstörung von 2 Dörfern durch Erdrutsch | [ 5 ]                                                                                  |
| 16. Juli 1669                                                                                 | 230 Tote                                                           | Mönchsberg, Salzburg, Österreich | ein Felssturz zerstört die Gebäude am Berg |                                                                                        |
| Winter 1689                                                                                   | mehr als 300 Tote                                                  | nahe Saas im Prättigau, Schweiz | mehrere Schneelawinen in den Alpen |                                                                                        |
| 04. Dezember 1690                                                                             |                                                                    | Villach, Österreich | ganze Dörfer werden von Gerölllawinen, die nach einem Erdbeben auftraten, verschüttet |                                                                                        |
| 14. Januar 1741                                                                               |                                                                    | Böckstein, Österreich | Goldgewinnungsanlagen (Pochwerk, Waschanlage) werden durch eine Lawine zerstört. | Böckstein                                                                              |
| 02. September 1806                                                                            | etwa 500 Tote                                                      | Goldau, Schwyz, Schweiz | Bergsturz von Goldau; am Gipfel des Rossbergs löst sich eine Felsmasse, 30–40 Mio. m3 Gestein stürzt vom Südhang ins Tal und zerstört 4 Dörfer, verheerende Welle im Lauerzersee | [ 5 ] [ 10 ] [ 11 ]                                                                    |
| 1880, eventuell Ende 1879                                                                     | ?                                                                  | Brienz/Brinzauls, Graubünden, Schweiz | Berichtet von Friedrich von Salis. (Ab Mitte Mai 2023 wird ein weiterer Fels- oder Bergsturz erwartet der Ort evakuiert.) |                                                                                        |
| 27. Oktober 1850                                                                              | 14 Tote                                                            | Semmeringbahn, hier in Niederösterreich, Österreich | Beim Bau des Weinzettelwand-Tunnels für die Semmeringbahn kam es zu einem Felssturz, 14 Bergleute starben. Die Strecke wurde deshalb danach neu trassiert, der Tunnel (zweigleisig, Abfolge von drei Tunneln, zwei Galerien) verlängert, weiter in den Berg hinein gelegt. |                                                                                        |
| 11. September 1881                                                                            | 114 Tote                                                           | Elm, Schweiz | Bergsturz von Elm; ein durch Bergbau geschaffener Felsüberhang bricht, die Steinlawine verwüstet das Dorf und tötet auch Zuseher am Gegenhang des Tals. | [ 5 ]                                                                                  |
| 05. Juli 1887                                                                                 | 11 Tote                                                            | Zug, Kanton Zug, Schweiz | Vorstadtkatastrophe: Bei Bauarbeiten am Kai rutscht in 3 Schritten Land in den Zugersee ab, Häuser brechen und versinken, eine Bucht bildet sich, eine Flutwelle setzt ein Dampfschiff auf Land. |                                                                                        |
| 15. Februar 1888                                                                              | 5 Tote, 1 Verletzter                                               | Wassen, Kanton Uri, Schweiz | mehrere Lawinen begraben Arbeiter beim Beseitigen von Lawinenschäden an der Eisenbahnstrecke unter sich |                                                                                        |
| 19. September 1889                                                                            | über 40 Tote                                                       | Provinz Québec, Kanada | Felssturz vom Cap Diamant |                                                                                        |
| 29. April 1903                                                                                | mehr als 70 Tote                                                   | Frank, Alberta, Kanada | ein Bergsturz in Frank zerstört den Ort komplett |                                                                                        |
| 07. März 1909, 06h15                                                                          | 26                                                                 | Böckstein, Bad Gastein, Land Salzburg, Österreich | Nach Schneefall verschüttete eine Staublawine Unterkünfte mit 38 frühstückenden Bauarbeitern des Eisenbahn-Tauerntunnels; Denkmal. | [ 13 ]                                                                                 |
| 01. März 1910                                                                                 | 119 Tote                                                           | Wellington, Washington (Bundesstaat), USA | ein Lawinenabgang erfasst einen Personenzug |                                                                                        |
| von 1915 bis 1918                                                                             | ca. 40.000 Tote                                                    | gesamter Alpenraum | Erster Weltkrieg, Artilleriebeschuss löst viele schwere Lawinenabgänge aus |                                                                                        |
| 16. Dezember 1920                                                                             | 200.000 Tote                                                       | Provinz Gansu, Volksrepublik China | ein Erdbeben mit der Stärke 8,5 löste mehrere Erdrutsche aus |                                                                                        |
| 27. Mai 1935                                                                                  | ?                                                                  | Hochvogel, Grenze Allgäu, D / Tirol, A | Vom Berg brachen Tausende Kubikmeter Fels ab. – Ebenso 2005, 2007 und 2016. |                                                                                        |
| 10. April 1939                                                                                | 18 Tote                                                            | Dorf Fidaz in der Gemeinde Flims im Kanton Graubünden, Schweiz | Verwitterungssprengung der Südwand des Flimsersteins |                                                                                        |
| 1939–1945                                                                                     | ca. 40.000–80.000 Tote                                             | Kitzbüheler Alpen, Österreich | Zweiter Weltkrieg, Artilleriebeschuss löst viele schwere Lawinenabgänge aus |                                                                                        |
| 1949                                                                                          | 12.000 Tote                                                        | Khait, Tadschikistan | ein Erdbeben löst 2 Erdrutsche aus |                                                                                        |
| 15.–22. Januar 1951                                                                           | 280 Tote                                                           | Alpenraum von Österreich, Schweiz, Norditalien | Lawinenwinter 1951: heftige Schneestürme und starke Temperaturstürze verursachen viele schwere Lawinenabgänge im gesamten Alpenraum |                                                                                        |
| 08.–12. Januar 1954                                                                           | 200 Tote                                                           | Blons, Vorarlberg, Österreich | mehrere Lawinen |                                                                                        |
| 09. Juli 1958                                                                                 | 2 Tote (durch Tsunami)                                             | Lituya Bay, Alaska, USA | In der Bucht entstand durch einen Erdrutsch ein Megatsunami, der auf dem gegenüberliegenden Uferhang der engen fjordähnlichen Bucht eine Höhe von bis zu 520 m erreichte. 2 Fischer im Boot in der Bucht getötet, 1 Fischer (Zeuge) und sein Sohn überlebten. |                                                                                        |
| 10. Januar 1962                                                                               | 4.000 Tote                                                         | Nevado Huascarán, Peru | mehrere Schneelawinen |                                                                                        |
| 03. Oktober 1963                                                                              | 1.900 Tote („mind. 1917“)                                          | Longarone, Italien | ein Bergsturz lässt den Stausee oberhalb des Vajont-Tales über die Ufer treten und überschwemmt das Tal |                                                                                        |
| 16. Juni 1964                                                                                 | 28 Tote                                                            | Niigata, Insel Honshū, Japan | ein Erdbeben nahe dem Fluss Shinano verflüssigt den Untergrund unter der Stadt Niigata, Gebäude sinken oder kippen, Wasser tritt aus dem Boden aus | [ 16 ]                                                                                 |
| 30. August 1965                                                                               | 88 Tote                                                            | Mattmark, Schweiz | große Teile eines Gletscherabgangs stürzen auf eine Baustelle an einem Staudamm | [ 5 ]                                                                                  |
| 21. Oktober 1966                                                                              | 144 Tote                                                           | Aberfan in Südwales, Großbritannien | siehe Katastrophe von Aberfan |                                                                                        |
| 24. Februar 1970                                                                              | 30 Tote                                                            | Reckingen VS, Schweiz | eine Staublawine vom Bächji Alp trifft den westlichen Teil des Dorfes, tötet 19 Angehörige der Schweizer Armee und 11 Zivilisten, löst die grösste Lawinenrettungsaktion der Schweizer Geschichte aus | Lawinenunglück von Reckingen                                                           |
| 31. Mai 1970                                                                                  | 12.000–20.000 Tote                                                 | Yungay, Peru | ein schweres Erdbeben lässt Teile der Nordwand des Berges Nevado Huascarán abbrechen, die Lawinen begraben den Ort unter sich |                                                                                        |
| 16. April 1974                                                                                | über 200 Tote                                                      | Provinz Huncaelia, Peru | Erdrutsch durch langanhaltende Regenfälle |                                                                                        |
| Anfang März 1979                                                                              | über 200 Tote                                                      | Lahaul-Tal, Indien | mehrere bis zu 60 Meter hohe Schneelawinen |                                                                                        |
| Oktober 1981                                                                                  | 240 Tote                                                           | Provinz Sichuan, Volksrepublik China | mehrere Erdrutsche |                                                                                        |
| 28. Juli 1987                                                                                 | 27 Tote, 26 Vermisste                                              | Morignone, Italien | Abgang einer Gerölllawine, die den Ort verschüttet |                                                                                        |
| 1988                                                                                          | 0                                                                  | Vulkan La Cumbre (Fernandina), Galapagosinseln, Ecuador | Fast 1 km³ des Kraterrands stürzt in die Caldera und verschüttet den Kratersee. |                                                                                        |
| 23./24. Juni 1988                                                                             | ca. 300 Tote                                                       | Katak, Türkei | Schlamm und Geröll begraben den Ort Katak unter sich |                                                                                        |
| 23. Januar 1989, „Montag 05.00 Uhr Ortszeit“ (UTC+6) / 22. Januar 1989, Sonntag 23.00 Uhr UTC | 600–1000 Tote. Tausende Stück Vieh.                                | im dichtbesiedelten landwirtschaftlichen Bezirk Gissarski, 30 km SW Duschanbe, Tadschikistan, (damals:) UdSSR | Ein Erdbeben löste gewaltige Erdrutsche aus, die mind. 3 Dörfer unter sich begruben. Ein 8 km breiter und mind. 12 m dicker Schlamm- und Geröllstrom ĺief über die Orte Scharora, Kulipojen und Okulibolo. | [ 17 ]                                                                                 |
| 09./10. Februar 1991                                                                          | 18 Tote                                                            | gesamter Alpenraum | schwere Schneelawinenabgänge in den Bergen |                                                                                        |
| 08. März 1991                                                                                 | 7 Tote                                                             | Wallis, Schweiz | Schneelawine am Nordhang des Sankt Bernhard (Pass) |                                                                                        |
| 18. April 1991, 06.30 und 07.00 Uhr (UTC+1) und 9. Mai                                        | keine Toten                                                        | Randa, Wallis, Schweiz | Bergsturz von Randa, Mattertal, 33 Mio. m³ Fels, bis 600 m Fallhöhe, eine Talseite, ein Stück des Flussbetts der Mattervispa und der Bahn nach Andermatt, Ställe und Kulturfläche verschüttet. Bis mehrere Zentimeter hoch Staub abgelagert. Siehe Brig-Visp-Zermatt-Bahn #Der Bergsturz von Randa. | [ 18 ]                                                                                 |
| 07. August 1996                                                                               | 87 Tote                                                            | Campingplatz Virgen de las Nieves bei Biescas, Spanien | Schlammlawine infolge heftiger Regenfälle überschwemmt dem gesamten Campingplatz |                                                                                        |
| 05.–24. Februar 1999                                                                          | 36 Tote, ca. 48 Verletzte                                          | Alpenraum von den französischen Hochalpen über die Schweiz bis nach Tirol | Lawinenwinter 1999, siehe auch Schneelawine im Paznauntal |                                                                                        |
| Dezember 1999                                                                                 | mindestens 10.000–30.000 Tote                                      | Bundesstaat Vargas, Venezuela | Erdrutsche infolge heftiger Regenfälle (911 mm Niederschlag in wenigen Tagen) |                                                                                        |
| 14. Oktober 2000                                                                              | 13 Tote                                                            | Gondo, Schweiz | Abgang einer Mure |                                                                                        |
| 10. August 2004                                                                               | -                                                                  | Ōtō-mura, Yoshino-gun (heute Gojō-shi), Nara-ken, Japan | Im Januar werden Risse in Stützbauten der Nationalstraße 168 bemerkt, sie wird gesperrt. Nach Regen rutscht Berghang mit Wald und Straße ab. | [ 19 ] [ 20 ]                                                                          |
| 13. Januar 2007                                                                               | mind. 7 Tote                                                       | Saõ Paulo, Brasilien | Bei einem Schacht zum Bau einer U-Bahn bildete sich ein 80 m breites und 30 m tiefes Erdloch. Fahrzeuge mit mind. 7 Menschen und unbemannte Baustellenfahrzeuge fallen in das Loch. | [ 21 ]                                                                                 |
| 12. Juli 2007                                                                                 | 6 Tote                                                             | Jungfrau, Schweiz | Während einer militärischen Gebirgsausbildung löste sich eine Lawine; sechs Rekruten stürzten rund 1000 m in die Tiefe. | siehe Lawinenunglück an der Jungfrau                                                   |
| 23. September 2011                                                                            | -                                                                  | Hells Mouth, Cornwall, England | Abbruch an Meeresklippe, 100.000 t. | [ 22 ]                                                                                 |
| Dezember 2011                                                                                 | ?                                                                  | Felssturz – Bondo GR, Graubünden, Schweiz | Felssturz vom Piz Cengalo ins Val Bondasca | Bergsturz von Bondo – nachfolgend in 2012: Mure bis nahe dem Talort Bondo GR           |
| 2012                                                                                          | ?                                                                  | Mure – Bondo GR, Graubünden, Schweiz | Mure im Val Bondasca bis nahe dem Talort Bondo GR | Bergsturz von Bondo – nach dem Felssturz von Dezember 2011: weiterlaufende Mure        |
| 05. Juli 2012, gegen 19.00 Uhr                                                                | 0                                                                  | vom Koschutamassiv, Zell-Pfarre, Kärnten, Österreich | Felssturz – beobachtet, 1500 m2 Abbruchfläche, mehrere tausend Kubikmeter Fels | [ 23 ]                                                                                 |
| 2013                                                                                          | 1000 Tote bei Erdrutschen und Fluten                               | Uttarakhand, Indien | | [ 24 ]                                                                                 |
| 02. Mai 2014                                                                                  | 350–2100 Tote                                                      | Badachschan, Afghanistan | ein Erdrutsch bzw. eine Schlammlawine verschüttete nach schweren Regenfällen das Dorf Ab-e-Barik | [ 25 ] [ 26 ]                                                                          |
| November 2014                                                                                 | 2 Tote, 4 Verletzte                                                | Davesco-Soragno, Tessin, Schweiz | Felssturz | [ 27 ]                                                                                 |
| 21. November 2015                                                                             | mind. 115 Tote                                                     | Hpakant, Burma | Erdrutsch auf einem künstlichen Berg mit dem Aushub eines Jade-Bergwerks | [ 28 ]                                                                                 |
| 19. Juni 2016                                                                                 | 31 Tote                                                            | Java, Indonesien | Starke Regenfälle verursachten eine Schlammlawine | [ 29 ]                                                                                 |
| 2017                                                                                          | ?                                                                  | Erdrutsch von Buriticupu, Brasilien | 2017 begann das Abrutschen von Erdreich in die 70 m tiefer liegende Talebene. Bis 2023 erreichte die Front der Rutschungen eine Breite von 500 m und bedrohte die Siedlung. | [ 30 ]                                                                                 |
| 18. Januar 2017                                                                               | 29 Tote, 6 Verletzte                                               | Lawinenunglück in Farindola, Provinz Pescara, Italien | Lawine |                                                                                        |
| 31. März 2017                                                                                 | 283 Tote, 400 Vermisste                                            | Mocao, Kolumbien | Schlammlawine nach heftigen Regenfällen |                                                                                        |
| 24. Juni 2017                                                                                 | ?                                                                  | Xinmo, China | Erdrutsch |                                                                                        |
| 10. Juli 2017                                                                                 | –                                                                  | China | Wandergebiet bekannt für Säulenformationen. Nach Regen kippt eine von Vegetation bedeckte Lehmsäule um. | [ 31 ]                                                                                 |
| 14. August 2017                                                                               | über 400 Tote, hunderte Vermisste, 3000 Obdachlose                 | Regent unweit Freetown, Sierra Leone | Erdrutsch, Hochwasser | [ 32 ]                                                                                 |
| 23. August 2017                                                                               | 8 Vermisste, Suche am 25.8. eingestellt                            | vom Piz Cengalo, Mure der Bondasca nach Bondo GR, Schweiz | Bergsturz – gefilmt, 3 Mio. m3, als Erdbeben mit Stärke 3 detektiert; Mure in den Ort; Folgemure am 25.8. | [ 33 ] [ 34 ]                                                                          |
| 15. September 2017                                                                            | 0                                                                  | vom Piz Cengalo Richtung Bondasca, bei Bondo GR, Schweiz | Felssturz mit 200.000–500.000 m3 Gestein |                                                                                        |
| 19./20. Oktober 2017                                                                          | Keine Menschen betroffen                                           | vom Kleinen Wiesbachhorn, Fusch, Salzburg, Österreich | Felssturz, 0,15 Mio. m3 auf den Sandbodenkees-Gletscher | [ 35 ]                                                                                 |
| 05. August 2018                                                                               | -                                                                  | Yunan, China | Abbruch | [ 36 ]                                                                                 |
| Ereignis zwischen Nov. 2018 und Juni 2019                                                     | 0                                                                  | in Schlucht des Fraser River oberhalb Lillooet, British Columbia, Kanada | Erdrutsch mit Felssturz bildete einen Damm mit 5 m hohem Wasserfall aus, den Lachse aufwärts kaum überwinden können. Oberhalb leben Indigene vom Lachsfang. |                                                                                        |
| 14. August 2019                                                                               | 0                                                                  | vom Piz Cengalo Richtung Bondasca, bei Bondo GR, Schweiz | kleiner Felssturz, Potenzial für 3 Mio. m3 besteht weiterhin |                                                                                        |
| November 2019                                                                                 | 41 Tote                                                            | höher gelegene einfache Viertel, besonders im Stadtteil Lemba, in Kinshasa, DR Kongo | Erdrutsche nach Regenfällen | [ 38 ]                                                                                 |
| 13. Dezember 2019                                                                             | mind. 30 Tote                                                      | Goldmine, DR Kongo | Erdrutsch nach Regenfällen | [ 39 ]                                                                                 |
| 02. Juli 2020                                                                                 | mind. 174 Tote                                                     | Hpakant, Myanmar | Grubenunglück von Hpakant: Durch Starkregen während der Monsunsaison verursachter Erdrutsch bei einem Jadebergwerk | [ 40 ] [ 41 ]                                                                          |
| 30. Dezember 2020                                                                             | mind. 3 Tote, 7 Vermisste, 10 Verletzte (Stand 2. 1. 2021)         | Ask, Gjerdrum, Norwegen | Auf einer Fläche von 700 × 300 m rutschte Erdreich davon, mehrere Häuser stürzten ein. 1000 Menschen wurden evakuiert. | [ 42 ]                                                                                 |
| 07. Februar 2021, morgens                                                                     | über 200 Tote                                                      | Himalaya, Joshimath, Uttarakhand, Indien | Ein Bergsturz an der Nordwand des Ronti mit einem Volumen von etwa 27 Mio. m3 Gestein und Eis löste eine „Geröll-Wasser-Lawine“ im Dhauliganga aus. Dieser Schwall traf zwei bestehende Kraftwerke an den Flüssen Dhauliganga und Rishiganga und ein im Bau befindliches Projekt. Eines der Kraftwerke liegt in Tapovan. Hauptsächlich wurden Arbeiter an den Kraftwerken getroffen, 50 davon in einem Tunnel eingeschlossen, und am Fluss Holz sammelnde und Vieh weidende Menschen. | [ 43 ] [ 44 ] [ 45 ]                                                                   |
| 09. Februar 2021                                                                              | 0                                                                  | Unterkremsbrücke, Krems in Kärnten, Spittal an der Drau, Österreich | Erdrutsch (Murenabgang, 100 m lang, 30 m breit) von einem Hang an der Stelle in der ein Stützpfeiler der Hangbrücke Pressingberg der Tauernautobahn gegründet ist. | [ 46 ]                                                                                 |
| Sommer 2021                                                                                   | –                                                                  | Königsee, Bayern, Deutschland | Auf ein Unwetter folgte ein Hangrutsch nahe der Bobbahn. |                                                                                        |
| 30. Juli 2021                                                                                 | –                                                                  | Himachal Pradesh, Indien | Steiler Berghang mit Straße rutscht ab, Kfz stoppten beidseits. | [ 47 ]                                                                                 |
| 18. September 2021                                                                            | –                                                                  | Stadt Hanzhong, China | Auf Regen folgte der Erdrutsch von einem Berg. Der Fluss Han und die Nationalstraße 210 wurde verschüttet, 2 Personen wurden verletzt. | [ 48 ]                                                                                 |
| 06. Juli 2017                                                                                 | –                                                                  | Linfen, China | Staub von Bergrutsch läuft über einen Fluss hinweg. | [ 49 ]                                                                                 |
| 08. Mai 2022                                                                                  | 3                                                                  | NW-China | Felsig steiler Berghang bricht los. | [ 50 ]                                                                                 |
| 27. Mai 2022                                                                                  | 2 Tote, 2 Schwerverletzte, 7 weitere ins Krankenhaus               | Grand Combin, Wallis, Schweiz | Eissturz tötet und verletzt Bergsteiger, Unfallstelle auf 3400 m Seehöhe, Alarmierung um 06.20 früh, 17 Bergsteiger in mehreren Gruppen betroffen, Rettung und Evakuierung per Hubschrauber | [ 51 ]                                                                                 |
| 03. Juli 2022, Sonntag, vor 17.13 Uhr MESZ (UTC+2)                                            | 11 Tote, 8 Verletzte                                               | Marmolata, Dolomiten, Italien | Bei besonders warmer Temperatur (am Vortag 10 °C am Gipfel) bricht Eisplatte vom Gletscher ab und stürzt als Lawine über eine frequentierte Aufstiegsroute mit Bergsteigern. | [ 52 ] [ 53 ] [ 54 ] [ 55 ]                                                            |
| 26. November 2022, am frühen Morgen                                                           | 8 Tote, 4 Vermisste, 230 Obdachlose                                | Casamicciola Terme, Insel Ischia, Italien | Erdrutsch vom Vulkan Monte Epomeo nach Starkregen verschüttet Häuser und Menschen, fließt samt Autos ins Meer. Häuser wurden rechtswidrig in Gefahrenzonen und mangelhaft errichtet, nachträglich legalisiert, Bäume gerodet. Notstand für 1 Jahr. | [ 56 ] [ 57 ] [ 58 ]                                                                   |
| 05. Dezember 2022                                                                             | 34 Tote                                                            | Pueblo Rico, Risaralda, im NW von Kolumbien | Erdrutsch verschüttet Fahrzeuge, darunter einen Bus, Regen behindert Aufräumen. | [ 59 ]                                                                                 |
| 12./13. Dezember 2022                                                                         | 120 Tote                                                           | Kinshasa, DR Kongo | Überschwemmungen und Erdrutsche nach Regen töten 120 Menschen, Stadtteile Mont-Ngafula und Ngaliema überschwemmt, Erde und Häuser weggespült, eingestürzt. | [ 60 ] [ 61 ]                                                                          |
| 16. Dezember 2022, früh                                                                       | 16 Tote, 17 Vermisste                                              | nahe Kuala Lumpur, Malaysia | Erdrutsch auf einem Campingplatz, von 90 Anwesenden einige verletzt | [ 62 ]                                                                                 |
| 29. April 2023                                                                                | –                                                                  | Parzelle Hochreuthe, Hörbranz, Vorarlberg, Österreich | Rutschung eines bewaldeten Hangs, Häuser werden evakuiert, Straße gesperrt. Stand 15. Oktober 2023: 4 Häuser zerstört, 1.300 m³ Erde weggebaggert, Rutschung war im August am schnellsten 2 m/d, nach Anlage von Entwässerungsgräben und Trockenperiode nur mehr 9 cm/d. | [ 63 ] [ 64 ] [ 65 ]                                                                   |
| 16. Mai 2023, spätestens um etwa 22 Uhr                                                       | 1 Lokführer verletzt                                               | etwa 1–2 km südöstlich des Bahnhofs von/in Ehrenhausen an der Weinstraße, Nähe Traußner Mühle, Spielfelderstraße 57, Steiermark, Österreich | Ein Hangrutsch vermurt das Gleis der Südbahn, der Cityjet-Personenzug der ÖBB von Spielfeld-Straß auf dem Weg nach Graz fährt kurz vor Ehrenhausen gebremst auf die abgegangene Mure auf und entgleist teilweise. Die Oberleitung wird gering beschädigt. Die Strecke Leibnitz–Spielfeld-Straß wird etwa bis etwa Ende Mai gesperrt. Zugersatzverkehr ab Graz Hbf bzw. Leibnitz bis Spielfeld. Güterverkehr wird umgeleitet. | [ 66 ] [ 67 ] [ 68 ]                                                                   |
| ca. 17. Mai 2023                                                                              | –                                                                  | Brienz/Brinzauls, Graubünden, Schweiz | Sich beschleunigender Hangrutsch wird beobachtet, Bergsturz droht, 84 Bewohner evakuiert, Straße gesperrt, Betretungsverbot. (29. Juli 2025 wieder gesperrt.) | [ 70 ]                                                                                 |
| ca. 3. Juni 2023                                                                              | –                                                                  | Berg an der Grenze Trentino/Veneto, bei Recoaro Terme, Italien | Felsnadel/Felsturm der Zinne L'Omo (1830 m, ital. Mann) (neben Zinne La Dona, ital. Frau) der Cima Carega (2259 m, Caregagruppe, Kleine Dolomiten) abgebrochen und abgestürzt | [ 71 ]                                                                                 |
| 11. Juni 2023, 15.05 MESZ Ortszeit                                                            | –                                                                  | Felssturz vom Gipfel des Fluchthorns (bis dahin 3398 m), Silvrettagruppe, in/bei Galtür, Tirol, Österreich | Südgipfel des Fluchthorns bricht („an der Nordwestflanke des südlichen Fluchthornmassivs“) samt Gipfelkreuz ab, die Spur der Mure ist über 2 km lang, mehr als 100.000 m³, Gipfelhöhe um etwa 100 m reduziert, die Mure lief anfangs über den Fluchthornferner, dann in das Hochmoor Breites Wasser, der Vorgang schneller Bewegung dauerte nur wenige Minuten. Ein Bergführer am Mountainbike konnte den Lauf der Mure filmen. Der Landesgeologe sah Eis an den Bruchflächen, also auftauenden Permafrost als Ursache. | [ 72 ] [ 73 ]                                                                          |
| 03. August 2023                                                                               | 11 Tote, ca. 25 Vermisste                                          | Ferienort Schowi, Bergregion Ratscha, Kaukasus im Nordwesten von Georgien | Nach tagelangem heftigen Regen ging ein Erdrutsch in der Nähe eines Hotels ab. 140 Menschen wurden evakuiert. | [ 74 ]                                                                                 |
| 11. August 2023                                                                               | 21 Tote, 6 Vermisste                                               | Xi’an, China | Kurzer heftiger Regen löste im Bergdorf Weiziping südlich von Xi’an in der Provinz Shaanxi eine Sturzflut aus. Diese verursachte den Erdrutsch, der zwei Häuser mitriss. | [ 75 ]                                                                                 |
| 12. August 2023, 21.45 MESZ                                                                   | –                                                                  | Kaunertaler Gletscherstraße, Tirol, Österreich | Nach einem Unwetter gingen ein Stück hinter der Mautstelle 2 Muren auf die Privatstraße ab, die einen besetzten PKW einsperrten. Ein gerundeter 30-t-Felsblock musste gesprengt werden, bevor ihn Bagger am 13.8. bewegen konnten. Wegen eines angekündigten Gewitters blieb die Straße bis 14.8. gesperrt. | [ 76 ]                                                                                 |
| 13. August 2023                                                                               | mind. 31 Tote (Stand 16. August 2023)                              | Gemeinde Hpakant (zum 3. Mal betroffen), Kachin-Staat, im Norden von Myanmar | Wegen starken Regens (und Überschwemmungen) war der reguläre Betrieb einer Jademine eingestellt, doch Einheimische suchten dort auf einem 180 m hohen Abraumberg nach Jade, als sich ein Erdrutsch löste und Menschen verschüttete. | [ 77 ]                                                                                 |
| 14. August 2023                                                                               | >50 Tote                                                           | Himachal Pradesh und Uttarakhand, im Norden von Indien | Auf tagelangen starken Regenfall in der Monsunzeit folgten Überschwemmungen und Erdrutsche. Fahrzeuge und Häuser wurden zerstört. | [ 78 ]                                                                                 |
| 17. August 2023                                                                               | mind. 72 Tote                                                      | 2 Bundesstaaten in Indien | Auf starken Regenfall in der Monsunzeit folgten Sturzfluten und Erdrutsche. | Möglicherw. derselbe Anlass, wie in der Zeile darüber (Himachal Pradesh + Uttarakhand) |
| 28. August 2023                                                                               | 0 Tote                                                             | Raurisertal bei Kolm-Saigurn, Pinzgau, Land Salzburg, A | Nach 130 mm Starkregen bricht das Pilatuskar am Fuß des Sonnblicks und 800.000 m³ Geröll fließt ab und belegt 24 ha Fläche im Talschluss des Raurisertals bei Kolm-Saigurn. 3 Mio. € kosten die Wiederherstellung des Flussbetts, Umlegung und Reparatur von Straßen und Wegen und der touristischen Goldwaschplätze binnen eines Jahres. Die Mure wird beforscht. Geophone am Kar sollen neuerliche Abbrüche detektieren, die in den nächsten Jahrzehnten erwartet werden. Im Kar lagern noch mehrere Mio. m³ Geröll. | [ 80 ]                                                                                 |
| 28. August 2023                                                                               | 0 Tote                                                             | Saint-André, Savoyen, Frankreich | Ein 700 m³ großer Felssturz ging auf die Schutzabdeckung einer Straße ab. Für die Räumung wurde diese Verbindungsstraße zwischen Frankreich und Italien gesperrt. Auch die Bahn wurde gesperrt. | [ 81 ]                                                                                 |
| 25. Oktober 2023                                                                              | 0 Tote (durch den Erdrutsch; jedoch Dutzende Tote durch den Sturm) | Hurrikan Otis vom Pazifik landete um 06.25 UTC bei Acapulco an die Westküste von Mexio | Mehrere Erdrutsche erforderten eine Sperre der nach Mexiko-Stadt führenden Autobahn. | [ 82 ]                                                                                 |
| 30./31. Oktober 2023, nachts                                                                  | 0 Tote                                                             | Gries am Brenner, Tirol | Eine Mure verlegte beide Richtungsfahrbahnen der Brennerautobahn. Um 7 Uhr war jeweils wieder ein Fahrstreifen geräumt. | [ 83 ]                                                                                 |
| 02. Dezember 2023                                                                             | 0 Tote                                                             | bei Dornbirn, Vorarlberg | Eine Hangrutschung mit 100 m breitem Anriss rechts des Bodenbachs bedroht eine Straßenbrücke über die Dornbirner Ache, Bagger und LKW entfernen das abgerutschte Erdreich 150 m unter dem Abriss. 90 Personen, im Nachtclub Conrad Sohm eingeschlossen, wurden evakuiert. | [ 84 ]                                                                                 |
| 23./24. Dezember 2023, Nacht                                                                  | 0 Tote                                                             | Ein Felssturz in Fließ, Bezirk Landeck, Tirol, Österreich, auf die L312 Hochgallmiggstraße und drohender Erdrutsch unterbrach den einzigen Straßenweg nach Hochgallmigg.                                                                                       | Die Straßensperre erfolgte wegen akuter Steinschlaggefahr. Die 250 Bewohner von Hochgallmigg und die Arbeiten am Hang wurden ab 25. Dezember von 2 Hubschraubern des Bundesheers versorgt. | [ 85 ]                                                                                 |
| 22. Januar 2024, Früh, Ortszeit UTC+8                                                         | 2 Tote, 47 Vermisste                                               | Liangshui, im Norden der Provinz Yunnan, China. | Ein Erdrutsch traf das Dorf, das wenige tausend Einwohner hatte. 200 wurden nach dem Erdrutsch evakuiert. Die verschütteten Häuser waren alle an einen steilen Hang gebaut. Mittags wurde ein Mensch lebend geborgen. | [ 86 ]                                                                                 |
| 07. Februar 2024 (?)                                                                          | 4 Tote, 5 Vermisste                                                | Dorf Nergeeti, Munizipalität Baghdati, Imeretien, Georgien | Erdrutsch verschüttete 4 Häuser | [ 87 ]                                                                                 |
| 20. Februar 2024, UTC–5                                                                       | 1 Mädchen (5) tot, 1 Junge lebensgefährlich verletzt               | Lauderdale-by-the-Sea, Florida, USA | Am mäßig geböschten Meeresstrand tut sich ein 2 m tiefes Sandloch auf. Durch Entrinnen in den Untergrund bildet sich ein Krater mit etwa 6 × 8 m Durchmesser in etwa 12 m Mittenabstand von der Uferlinie. Grundwasser wird nicht sichtbar. 2 Kinder spielten am ziemlich flachen Sandstrand, als plötzlich Sand nach unten entrann und sich ein Sandloch auftat, in das sie rutschend einsanken, vulgo „fallen“. | [ 88 ]                                                                                 |
| 21. Februar 2024                                                                              | 2 leicht Verletzte                                                 | Neapel, Italien | Es bildete sich ein Erdloch in einer Straße; ein parkendes und ein fahrendes Auto stürzten hinein. Daneben wurde ein Haus mit 20 Familien evakuiert. | [ 89 ]                                                                                 |
| 25. Februar 2024, 20.00 Uhr, UTC+1                                                            | 2 verletzte Autoinsassen                                           | Abtenau, Land Salzburg, Österreich | 4 m³ großer, 10 t schwerer, rundlicher Steinblock löst sich am Voglauberg 100 m über einer Stützwand der Lammertalstraße (B162). Der Fels bricht durch eine Steinschlagsicherung und fällt auf die Fahrbahn. Eine fahrende Großraumlimousine kollidiert im Dunkel mit dem auf der Fahrbahn liegenden Fels. | [ 90 ]                                                                                 |
| 26. Februar 2024, 20.00 Uhr, UTC–5                                                            | 2 Vermisste, 17 Verletzte                                          | Straße nach Machu Picchu und umliegenden Orten, in Peru durch Muren blockiert | | [ 91 ]                                                                                 |
| 28. März 2024, 01.00 Uhr, UTC+1                                                               | keine Verletzten                                                   | Stadtviertel Quadraro, Rom, Italien | Nachts bildete sich ein Erdloch in einer Straße. Der Trichter erreichte 10 m Tiefe und 10 m Durchmesser, 2 Pkw mussten aus ihm geborgen werden. | [ 92 ]                                                                                 |
| 06. April 2024                                                                                | -                                                                  | am Fluss Neretva, nahe Mostar, Bosnien | Sprengung an einem Steinbruch von HP (oder HB?) Investing löste einen Erdrutsch in den Fluss hinein aus. | [ 93 ]                                                                                 |
| 01. Mai 2024, 02.10 Uhr, UTC+8                                                                | 48 Tote, 30 Verletzte                                              | Autobahn auf der Strecke Meizhou–Dabu, in der Provinz Guangdong im Süden von China | Ein 18 m langes, 184 m² großes Stück einer Fahrbahn einer Autobahn in Hanglage brach im Abschnitt Chayang und rutschte ab. 23 Kfz stürzten hangabwärts. In der Region gab es seit Tagen teils heftige Regenfälle. | [ 95 ] [ 96 ]                                                                          |
| 24. Mai 2024, 3.00 Uhr, UTC+10                                                                | Mind. 670 – rund 2000 (Schätzung 27.5.) Tote                       | Im Buriticupu von Papua-Neuguinea in der Provinz Enga, in einem entlegenen Gebiet 60 km von der Provinzhauptstadt Wabag entfernt, erfasste die Rutschung der Flanke eines Berghangs 30.000 m² Fläche und verschüttete dabei ein Dorf und seine Zufahrtsstraße. | Enga-Erdrutsch 2024: Wenige Tage nach einem Erdbeben, nach Regen und Gewitter. Ein Ort bis zu 8 m hoch verschüttet. Der Erdrutsch bewegte sich auch am 27. Mai noch. | [ 98 ] [ 99 ]                                                                          |
| 01. Juni 2024, abends, UTC+2                                                                  | keine Verletzten                                                   | Bei Schwäbisch Gmünd, Deutschland | entgleisten 2 Wagen eines ICE-Reisezugs von München nach Köln auf einer Mure. Die Bahnstrecke München–Stuttgart wurde gesperrt. | [ 100 ]                                                                                |
| 03. Juni 2024, UTC+2                                                                          | keine Verletzten                                                   | Bei Schönbühel-Aggsbach, am rechten Donauufer, Wachau, NÖ, Österreich | 6000 m³ Felsen stürzen auf die Landesstraße B33. Sie wurde zwischen Aggsbach-Dorf und Aggstein gesperrt. Im Oktober wird überlegt einen Privatweg als einpurige Verbindung für Anrainer auszubauen. Die touristisch stark befahrene Radroute am Südufer der Donau wurde unterbrochen. Ab Schulschluss etwa Anfang Juli wurde ein kostenloser Bustransfer von/bis Geyer angeboten, den etwa 2000 Radfahrer samt Rad benutzt haben. Nach Adaptierung von Anlegestellen fährt ab 22. Juli eine Gratis-Radfähre. | [ 101 ] [ 102 ]                                                                        |
| 21. Juni 2024, UTC+2                                                                          | 3?                                                                 | Abgang eines Schwalls von Geröll und Felsblöcken einen Wildbach hinunter in die Mattervispa, bei St. Niklaus VS, Kanton Wallis, Schweiz | | [ 103 ]                                                                                |
| In der Nacht zum 22. Juni 2024, UTC+2                                                         | 1 Toter, 2 Vermisste                                               | Ein Teil von Lostallo, Graubünden, Schweiz wird von einer Mure verschüttet. | Der Fluss wurde aufgestaut, spülte ein etwa 200 m langes Stück der Autobahn A13 weg. Die Autobahn A13 wurde für mehrere Wochen gesperrt. Etliche Wasserkraftwerke wurden abgeschaltet. | [ 104 ]                                                                                |
| 11. Juli 2024, UTC+7...+9                                                                     | 23 Tote                                                            | Goldmine auf der Insel Sulawesi, Indonesien | Ein Erdrutsch verschüttet und tötet zahlreiche Arbeiter. | [ 105 ]                                                                                |
| 11. Juli 2024, UTC+5:30                                                                       | –                                                                  | Steinblöcke verlegten eine Bergstraße im Himalaya, bei Jyotirmath, Distrikt Chamoli, Bundesstaat Uttarakhand, Indien | Als das Hindernis abgearbeitet wurde, ging eine Menge Geröll ab. | [ 106 ]                                                                                |
| 12. Juli 2024, Früh, UTC+9                                                                    | 3 Vermisste                                                        | In Matsuyama, Japan rutscht nach Niederschlägen ein 50 m breites 100 m hohes Stück Hang in 3 Erdrutschen ab und verschüttet ein Wohnhaus oder die Basis eines Wohnblocks.                                                                                      | | [ 107 ] [ 108 ]                                                                        |
| 12. Juli 2024, Freitag, Vormittag, UTC+2                                                      | 3 Vermisste                                                        | Felssturz aus einer Rinne auf die Silvretta-Hochalpenstraße, Vorarlberg, Österreich | Die Privatstraße wurde im Bereich der Kehre 14 teilweise verlegt und beschädigt und blieb von Partenen bis zur Bielerhöhe mehrere Tage gesperrt. | [ 109 ]                                                                                |
| 21. Juli 2024, So, abend, UTC+2                                                               | keine Verletzten                                                   | Mure verlegt die Innerkremser Landesstraße L19 in Innerkrems, Krems in Kärnten, Österreich. Auch die Katschberg Straße (B99) wird in Kremsbrücke gesperrt. | Am Nachmittag kam es in Innerkrems-Heiligenbach zu wiederholtem Entstehen einer Gewitterzelle und damit lokal zu 110–130 mm Regen. Eine Straße wurde an einer anderen Stelle vom Kremserbach weggespült und der Abwasserkanal unterbrochen. Ein Teil des Orts wurde überschwemmt. Festnetztelefon, Mobiltelefon und Stromnetz wurden unterbrochen, kurz nach 20.24 Uhr UTC+2 wurde Zivilschutzalarm ausgelöst. | [ 110 ]                                                                                |
| 30. Juli 2024, sehr früh morgens, UTC+5:30                                                    | mind. 156 Tote, 90–100 Vermisste                                   | Monsunregen führte zu Erdrutschen in der bergigen Region Wayanad, in 3 Orten Mepaddi, Mundakkai sowie Chooralmala, alle in Kerala, Indien | Anhaltender Monsunregen verursachte Erdrutsche, Flüsse führten daher Schlamm und Geröll mit, Brücken wurden weggerissen, Straßen verlegt. In einem Touristenort wurden 250 Menschen eingeschlossen. | [ 111 ]                                                                                |
| 03. August 2024, Sa, etwa 18.00 UTC+2                                                         | –                                                                  | Felssturz im Wettersteingebirge in Ehrwald, Bezirk Reutte, Tirol, Österreich | Zwischen Schneefernerkopf und Sonnenspitzl bricht in 2800 m Höhe Fels los und stürzt etwa 1000 m tief ab – Staubwolke. Einzelne Steine erreichen den Georg-Jäger-Steig zur Wiener Neustädter Hütte. | [ 112 ]                                                                                |
| 12. August 2024, Mo, Abend, UTC+2                                                             | –                                                                  | Vermurungen im Pongau, Land Salzburg, Österreich | Autos zwischen 2 Muren eingeschlossen, Insassen per Radlader geborgen. | [ 113 ]                                                                                |
| 12. August 2024, Mo, ab etwa 19.30 UTC+2                                                      | –                                                                  | Mehrere Vermurungen von Bahnstrecke und Straßen in Tirol, Österreich. Die Bahn bleibt 1 Woche gesperrt. | Bei der Martinswand wurde die Mittenwaldbahn auf dem Abschnitt Innsbruck–Seefeld verlegt, aus beiden Richtungen ankommende Personenzüge fahren auf die Mure auf. Die Tiroler Straße zwischen Zirl und Innsbruck und die Pitztaler Landesstraße bei St. Leonhard wurden verlegt und gesperrt. | [ 114 ] [ 115 ]                                                                        |
| 12. August 2024, Mo, etwa 23.00 UTC+2                                                         | –                                                                  | Vermurung in St. Gallenkirch, Vorarlberg, A. | Starker Gewitterregen führte zum Abgehen einer Mure, die die Landesstraße L192 im Bereich Pfoppner Tobel mit Erdreich und Geröll verschüttete. Zugleich gab es weitere kleinere Vermurungen im Ortsgebiet von St. Gallenkirch. | [ 116 ]                                                                                |
| 26. August 2024                                                                               | 2 lebensgefährlich Verletzte                                       | Sanddüne bei Thy, Dänemark | 2 Buben gruben im Beisein der Eltern am Fuß des steilen Uferhangs einer Sanddüne und wurden von Sand verschüttet. Alarmierte Rettungskräfte befreiten die Kinder nach 40 Minuten. | [ 117 ]                                                                                |
| 5. September 2024                                                                             | –                                                                  | Zufahrt nach Saas-Fee, Kanton Wallis, CH von Mure verlegt | Nach starkem Regen in der Nacht 4./5.9., bis 100 mm/24 h wurden registriert, floss eine Mure mit bis zu 10 m großen Felsbrocken über die Zufahrtsstraße von Saas-Fee und beschädigte und verlegte diese. Die Straße ist zwischen Stalden und Saas-Balen an mehreren Stellen gesperrt. 2200 Urlauber waren straßenmäßig eingeschlossen. 800 wurden am Fr., 6. und 7. mit einem Helikopter von Saas-Fee nach Stalden für 140 SFR (150 EUR) pro Person ausgeflogen. | [ 118 ]                                                                                |
| 2. Dezember 2024                                                                              | –                                                                  | Felssturz auf der italienischen Seite des Plöckenpasses (ital. Monte Croce). | Die Straße wurde verlegt und ein Stück davon weggerissen. In der Folge wurde die Straße geräumt, repariert. Schutzbauten und Sensoren für Bergbewegung wurden errichtet. Wiedereröffnung mit Stand 13. Dezember 2024 für Mitte Januar 2025 geplant. | [ 119 ]                                                                                |
| 26. Dezember 2024                                                                             | 2                                                                  | Roßkopf (Tuxer Alpen) bei Hippach im Zillertal, Bezirk Schwaz, Tirol | Eine 4er-Gruppe machte eine Schitour. Bei der Abfahrt über den steilen Osthang lösten 2 einheimische Männer eine Lawine aus und wurden verschüttet. Am selben Tag wurde einer tot geborgen, der zweite starb nach Reanimationsversuchen. | [ 120 ]                                                                                |
| 19.–28. Mai 2025                                                                              | 1 Toter                                                            | Blatten, Schweiz | Am 19. Mai 2025 wurden die 300 Bewohner von Blatten im Kanton Wallis innerhalb von zwei Stunden evakuiert, da laut Geologen ein massiver Bergsturz vom Kleinen Nesthorn (3.342 m) drohte. In den folgenden Tagen rutschten in Summe 1,5 bis 3,5 Millionen Kubikmeter Gestein auf den Birchgletscher und ins Tal. Am 28. Mai 2025, gegen 15:30 Uhr MESZ kam es zu einem grossen Gletscherabbruch, der eine Lawine aus Eis und Geröll auslöste, die die Häuser von Blatten zu 90 % verschüttete. Die Lawine staute den Fluss Lonza, der so die restlichen, noch intakten Häuser überschwemmte. Durch die Stauung der Lonza besteht auch die Gefahr von Überschwemmungen im Lötschental abwärts, sollte der Schuttkegel brechen. | Bergsturz von Blatten                                                                  |
| 30. Juni 2025, 18.00 Uhr                                                                      |                                                                    | Gschnitz, Bezirk Innsbruck-Land, Tirol, Österreich. | Nach Gewitter mit Hagel lief eine große Mure um 18.00 Uhr in den Gschnitzbach. Sein Aufstau verwüstete das Freiluftmuseum Mühlendorf Gschnitz. 17 Personen wurden per Hubschrauber aus dem hinteren Gschnitztal evakuiert. | [ 122 ]                                                                                |
| ab 13. Juli 2025, ? Uhr                                                                       |                                                                    | Hérémence, Wallis, Schweiz | 5000 m³ Felssturz in der Nähe der Staumauer des Lac des Dix. Daher Sperre von Hotel und Straße. | [ 123 ]                                                                                |
| 27. Juli 2025, früher Abend                                                                   | 3 Tote, mind. 40 Verletzte                                         | Zwischen Riedlingen und Munderkingen, Baden-Württemberg, Deutschland | Einige m³ Erdrutsch von einer Böschung auf ein Gleis der Strecke RE55 Sigmaringen–Ulm nach Wasseraustritt aus einem Kanalschacht nach 30–40 mm Starkregen. 2 Wagen von einem Regionalexpress entgleisen einige Meter danach. | [ 124 ] [ 125 ]                                                                        |
| 5. August 2025                                                                                | mind. 4 Tote, mind. 100 Vermisste                                  | Dharali, Uttarakhand, Indien | Eine Schlammlawine aus einer Sturzflut zerstörte weite Abschnitte des Dorfes Dharali im indischen Bundesstaat Uttarakhand – im Gebiet von Kheer Gad nahe Harsil. Dabei wurden unzählige, teils mehrstöckige Gebäude weggerissen und unter Geröll begraben, wobei mindestens vier Personen starben. | [ 126 ] [ 127 ]                                                                        |

## Erläuterungen
Bezeichnung von Sturzereignissen je nach Volumen gemäß Sprachregelung der Geologen:
- Steinschlag – geringe Mengen
- Felssturz – größere Mengen
- Bergsturz – ab 1 Mio. m3 Gestein[10]

Würfel zur Veranschaulichung der Volumina:
- 100 m × 100 m × 100 m = 1 Mio. Kubikmeter = 1/1000 km3
- 1000 m × 1000 m × 1000 m = 1 Mrd. Kubikmeter = 1 km3